# Willy Krogmann
Willy Krogmann, eigentlich Willi Heinrich Friedrich Albert Krogmann (* 13. September 1905 in Wismar; † 20. März 1967 in Hamburg), war ein deutscher germanistischer Mediävist. Er befasste sich unter anderem mit friesischer und niederdeutscher Philologie, germanischer Linguistik, Runologie sowie der sogenannten Germanischen Altertumskunde insgesamt.

## Ausbildung und Beruf
Willy Krogmann, Sohn des Stellmachers (Rademachers) und Holzhändlers Heinrich (Friedrich Wilhelm) Krogmann und dessen Frau Auguste Marie Johanna Friedrike, geb. Meyer, studierte ab dem Sommersemester 1924 Germanistik, Philosophie, Mittlere und Neuere Geschichte an der Universität Rostock und der Universität Leipzig. Seit dem Studium war er Mitglied der Alten Rostocker Burschenschaft Obotritia. 1928 wurde er in Rostock mit der Arbeit Untersuchungen zum Ursprung der Gretchentragödie promoviert. Er habilitierte sich 1939 an der Universität Königsberg „auf Zuweisung“ gegen dortigen Widerspruch.
1933 trat er der NSDAP, später auch dem NS-Dozentenbund bei. Von 1933 bis 1936 war er bei der Arbeitsstelle Deutsches Wörterbuch in Berlin beschäftigt, die Grimms Deutsches Wörterbuch herausgab. Es folgte die Mitarbeit an Trübners Deutschem Wörterbuch bis 1939. Danach wechselte er als wissenschaftlicher Mitarbeiter an die Universität Hamburg, wo er Friesisch, Niederdeutsch, germanische Altertumskunde sowie Runenkunde unterrichtete. Von 1940 bis 1945 arbeitete er als Sonderführer der Wehrmacht im besetzten Holland, seit 1940 war er Mitglied der Friesischen Akademie Leeuwarden.
1947 begann seine Arbeit am Helgoländer Wörterbuch, 1948 übernahm Krogmann die Leitung des Friesischen Instituts in Hamburg, dessen Gründung von der Hamburger Gilde angeregt worden war. Von 1952 bis 1960 erhielt er von der Hamburger Universität einen Lehrauftrag für Friesische Philologie, von 1960 bis 1967 war er Lektor für Friesische Philologie.

## Bibliographie
- Wolfgang Bachofer, Walter Röll: Bibliographie Willy Krogmann. Wiesbaden 1972

## Schriften (Auswahl)
- Untersuchungen zum Ursprung der Gretchentragödie. Wismar 1928 (Dissertation).
- Der Name der Germanen. Wismar 1933.
- Goethes „Urfaust“ (= Germanische Studien. Band 143). Berlin 1933.
- Der Rattenfänger von Hameln. Berlin 1934.
- Die Heimatfrage des Heliand im Lichte des Wortschatzes. Wismar 1937.
- als Herausgeber: Der Todtentanz in der Marienkirche zu Berlin. Berlin 1937.
- Breiz da Vreiziz! ("Die Bretagne den Bretonen!"). Zeugnisse zum Freiheitskampf der Bretonen (= Schriftenreihe der Deutschen Gesellschaft für Keltische Studien. Band 6). Halle 1940.
- als Herausgeber: Hermann Boßdorf. Gesammelte Werke. 11 Bände, Hamburg 1952–1957.
- Helgoländer Wörterbuch. Mainz 1957–1969 (5 Lieferungen, mehr nicht erschienen).
- Das Lachsargument. In: Zeitschrift für vergleichende Sprachforschung. Band 76, 1960, S. 161–178.
- mit Ulrich Pretzel: Bibliographie zum Nibelungenlied und zur Klage. 4. Auflage, Berlin 1966.
- Die Kultur der alten Germanen. Teil 1: Die materiellen Voraussetzungen (Handbuch der Kulturgeschichte). Akademische Verlagsgesellschaft Athenaion, Wiesbaden 1978, ISBN 3-7997-0711-5.

## Hörspiele
- 1950: Till Ulenspegel – Regie: Hans Freundt
- 1951: Dat Redentiner Osterspill (Funkbearbeitung) – Regie: Hans Freundt
- 1952: De dütsche Slömer (Funkbearbeitung) – Regie: Hans Freundt
- 1952: Juulklapp (Funkbearbeitung) – Regie: Hans Freundt
- 1962: Dat Düvelsspill (Funkbearbeitung) – Regie: Hans Tügel
- 1964: Reinke de Voss – Regie: Friedrich Schütter